# Reva, Trebnje
Reva este o localitate din comuna Trebnje, Slovenia, cu o populație de 14 locuitori.